# Ukierunkowane hydroszczelinowanie skał
Ukierunkowane hydroszczelinowanie skał (UHS) – Jedna z metod aktywnej profilaktyki tąpań, jedna z nielicznych metod zapobiegających tąpaniom stropowym.
Polega ona na odwierceniu w warstwie wstrząsogennej otworów i wykonaniu  w nich tzw. szczelin zarodnikowych, następnie, po uszczelnieniu wtłaczaniu wody pod wysokim ciśnieniem (ok 25-40 MPa). W wierzchołku szczeliny zarodnikowej występują wówczas wysokie naprężenia rozciągające, co powoduje zwiększenie zasięgu szczeliny  w promieniu 15-30m. W momencie wytworzenia się szczeliny następuje spadek ciśnienia. Przy dalszym wtłaczaniu wody następuje nawadnianie filtracyjne lub zruszające. Następnie otwór można pogłębić i wykonać kolejne szczeliny.
Pochodną metody UHS jest  ukierunkowane szczelinowanie skał metodą strzelniczą